# Dodonaea
Dodonaea é um género botânico de plantas com flor, da família das sapindáceas. Recebeu o seu nome em 1754, de Philip Miller, que pretendia, assim, homenagear o naturalista do século XVI Rembert Dodoens, conhecido também pelo nome latinizado Rembertus Dodonaeus. Inclui cerca de 69 espécies, sendo a maioria de origem australiana, ainda que a espécie Dodonaea viscosa, muito cultivada por todo o mundo constitua um endemismo na África do Sul. A maioria tem porte arbustivo, medindo de 1 a 2 metros de altura, ainda que duas espécies sejam rasteiras, além da Dodonea viscosa, de porte arbóreo, que pode atingir cerca de 8 metros de altura. Preferindo zonas semiáridas e arenosas, pode ser encontrada em diversos habitats.
A maior parte das espécies têm folhas simples, mas algumas espécies apresentam folhas compostas. Geralmente alternadas, são raramente, opostas. As flores, de pequenas dimensões, não atraem polinizadores. A ausência de pétalas permite que o pólen se disperse facilmente apenas sob a acção do vento. Isso justifica também o facto de as flores não produzirem néctar. As inflorescências dispõem-se em espiral de forma dispersa, em panícula. As flores são, ainda protegidas por uma bráctea. O tamanho e estrutura da flor é semelhante nas diversas espécies, variando apenas no número de partes constituintes (sépalas, estames, etc.). Geralmente, o número de estames é o dobro do número de sépalas.
Os frutos são, frequentemente, coloridos e variam muito, tanto na cor quanto na forma, residindo neles grande parte do potencial decorativo da planta.

## Espécies
- Dodonaea glandulosa
- Dodonaea ericoides
- Dodonaea lanceolata
- Dodonaea lobulata
- Dodonaea microzyga
- Dodonaea procumbens
- Dodonaea stenozyga
- Dodonaea sinuolata
- Dodonaea uncinata
- Dodonaea viscosa